# Podróż za jeden bilet (program telewizyjny)
Podróż za jeden bilet – krajoznawczy program telewizyjny prowadzony przez dziennikarza i geografa Marcina Nowaka emitowany przez Telewizję Silesia na Górnym Śląsku w soboty o godz. 12:00.
Dotychczas wyemitowano 35 odcinków i 2 serie programu. Ekipa telewizyjna odwiedziła szereg ciekawych miejsc w regionie, do których można dostać się dzięki biletom autobusowym i kolejowym - m.in.: Bazylikę franciszkanów w Panewnikach, Zabytkową Kopalnię Srebra w Tarnowskich Górach, Zamek Sielecki w Sosnowcu, Muzeum Chleba w Radzionkowie, Elektrociepłownię Szombierki, Śląski Urząd Wojewódzki, Centralne Muzeum Pożarnictwa w Mysłowicach, zabytkową kopalnię Węgla Kamiennego „Guido” w Zabrzu, Piekary Śląskie i rezerwat Segiet.